# Гряди (Волоколамський район)
Гряди (рос. Гряды) — присілок у Волоколамському районі Московської області Російської Федерації.
Орган місцевого самоврядування — сільське поселення Чисменське. Населення становить 620 осіб (2013).

## Історія
З 14 січня 1929 року входить до складу новоутвореної Московської області. Раніше належало до Волоколамського повіту Московської губернії.
Сучасне адміністративне підпорядкування сільському поселенню з 2006 року.

## Населення
| 1852 | 1859 | 1926 | 2002 | 2006 | 2010 |
| ---- | ---- | ---- | ---- | ---- | ---- |
| 196  | ↗218 | ↗220 | ↗740 | ↗841 | ↘620 |